# La Cavalcade des heures
Pour plus de détails, voir Fiche technique et Distribution.
La Cavalcade des heures est un film français réalisé par Yvan Noé et sorti en 1943.

## Synopsis
« Hora », déesse des heures, apparaît tour à tour dans une suite de sketches : à un explorateur perdu dans le désert ; à Léon, un petit bourgeois, qui cherche à s'évader de sa médiocrité ; ensuite à une maman frivole qui délaisse son petit garçon ; encore à un impénitent noceur ; puis à un brave homme qui n'a plus un sou pour payer son restaurant ; à un jeune sportif ; à une vedette lasse de l'égoïsme de son public ; à un condamné à mort enfin pour lequel elle arrive à fléchir le jugement dernier.

## Fiche technique
- Titre : La Cavalcade des heures
- Réalisation : Yvan Noé
- Scénario : d'après une idée de Louis A. Pascal
- Adaptation et dialogues : Yvan Noé
- Photographie : Raymond Agnel
- Photographe de plateau : Léo Mirkine
- Montage : Emma Le Chanois
- Décors : Maurice Bernard
- Musique : André Messier, Roger Dumas, Charles Trenet
- Chansons : 
  - Que reste-t-il de nos amours ?, Charles Trenet, Léo Chauliac,
  - Débit de l'eau, débit de lait, Charles Trenet, Francis Blanche.
- Son : Marcel Wendling
- Production : France-Production
- Directeur de production : Jean Faurez
- Tournage : 1er février au 15 juin 1943
- Pays de production :  France
- Format :  Noir et blanc - 1,37:1 - 35 mm - son mono
- Genre : Comédie dramatique  - Film à sketches
- Durée : 99 minutes
- Date de sortie : 
  - France : 10 novembre 1943 à Paris

## Distribution
- Fernandel : Antonin
- Charles Trenet : Charles
- Meg Lemonnier : Ginette
- Gaby Morlay : Geneviève, la mère de Pierrot
- Fernand Charpin : Mr Maurice
- Félicien Tramel : Léon Jourdaux, le petit bourgeois
- Jeanne Fusier-Gir : Mme Léon
- Jean Chevrier : Le condamné à mort
- Jules Ladoumègue : Massardier, le jeune sportif
- Lucien Galas : André
- Félix Oudart : Le maître d'hôtel
- Jean Daurand : L'ouvrier
- René Noël : Roger
- Pierre Juvenet : Le serveur
- Grandjon : Le petit Pierrot
- Le petit Ladoumègue : Un jeune admirateur
- Simone Antonetti : La marchande de cigarettes
- Pierrette Caillol : Hora, la déesse des heures
- Julien Bertheau : Le récitant
- Michel Roux